# Fado (Mele)
Il Fado è una frazione del comune di Mele, formata da alcuni nuclei di abitazioni sparse lungo la strada provinciale 456 del Turchino.
L'origine etimologica del toponimo Fado è incerta: Giulio Miscosi ("Genova antica e dintorni") gli attribuisce il significato di conifera produttrice di pece, più verosimile la derivazione dal nome latino del faggio (Fagus sylvatica), albero ancora presente in zona con grandi esemplari, lungo l'antico tracciato (localmente conosciuto come "Scursa") che dalla chiesa di San Giacomo Maggiore portava al passo del Turchino.

## Storia
All'inizio del XIX secolo nella zona del Fado vi erano solo poche e sparse case coloniche, abitate da contadini dediti a una magra agricoltura di sussistenza, verso la metà del XIX secolo, in seguito a un'epidemia di colera le cascine abitate furono quasi tutte abbandonate.
Successivamente, poco dopo la metà dell'Ottocento alcuni contadini di Masone si trasferirono al Fado dove occuparono le cascine rimaste disabitate. Ciò sembra avere riscontro anche nella chiara origine masonese dei loro cognomi (Pastorino, Ottonello). 
Si trattava di sette famiglie di contadini che si distribuirono in questo modo: 4 in località "Pattani" (Paàten), 2 nella località "Loa" e 1 nella località "Teggie".

### Il turismo
A partire dall'inizio del XX secolo il Fado è diventato anche meta di villeggiatura; infatti a questi anni risalgono la costruzione delle villette che si trovano lungo il corso della strada. Queste erano in possesso delle ricche famiglie genovesi del tempo che trascorrevano lì l'estate.
Durante la seconda guerra mondiale però le ville furono abitate tutto l'anno per i pericoli della guerra: il Fado infatti si trovava in una posizione favorevole e facilmente raggiungibile dal momento che esisteva già la stazione ferroviaria. Con la fine della guerra iniziò a popolarsi in quanto una parte degli sfollati decise di rimanere in questo borgo.
Fino al secondo conflitto bellico era presente sia l'asilo che le prime tre classi della scuola elementare gestita dalle suore. Dopo la guerra fu costruita una nuova struttura vicino alla chiesa dove era presente la scuola elementare fino alla quinta.

### La guerra
Inizialmente la zona era controllata dai bersaglieri a cui subentrarono i tedeschi che minarono la galleria del Passo del Turchino, il ponte delle "teggie" e le zone vicine al cotonificio. Nacquero però anche movimenti di resistenza formati dai ragazzi del luogo che uccisero anche un soldato tedesco in villa Costalta al tempo occupata dai tedeschi.
Fortunatamente il cadavere, ben nascosto dai partigiani, non fu mai trovato; infatti i tedeschi avevano minacciato di incendiare il Fado se avessero trovato il cadavere.
Anche grazie all'intermediazione del parroco don Giacinto Parodi il Fado si salvò e gli abitanti decisero così di fare un voto costruendo una statua per la Vergine.

## Monumenti e luoghi d'interesse

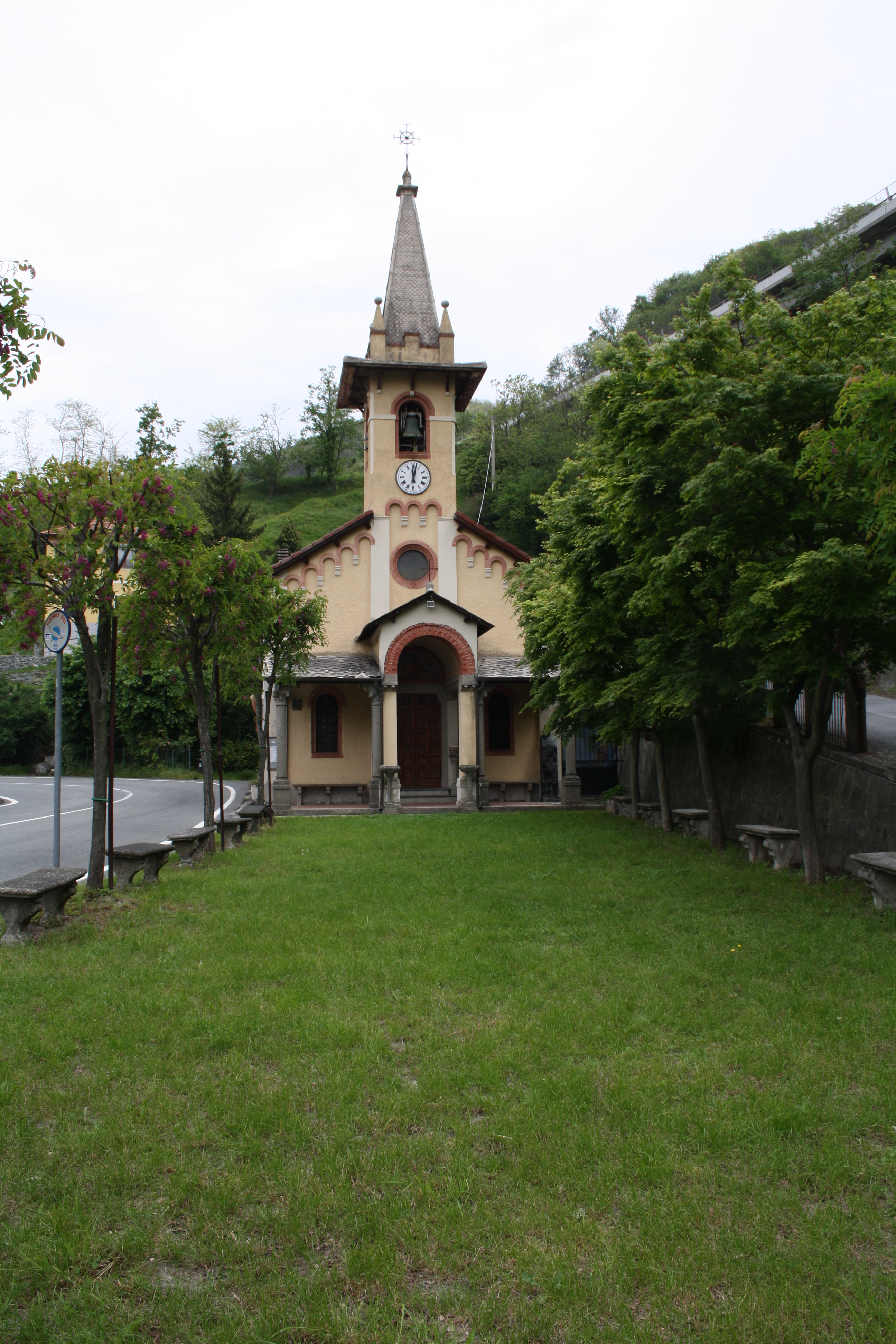
La chiesa parrocchiale di San Giacomo Maggiore

### Architetture religiose
- Chiesa parrocchiale di San Giacomo Maggiore. Già dipendente dalla parrocchia di Sant'Antonio Abate di Mele e presente in una prima cappella del 1743, l'attuale edificio fu ricostruito nel 1921.

## Cultura

### Eventi
Oltre alla festa patronale di san Giacomo a settembre c'era la fiera del bestiame che si svolgeva sul sagrato della chiesa: durante la fiera veniva fatta un'asta il cui ricavato era donato al parroco Don Giacinto Parodi per la sua sopravvivenza. La fiera fu però sospesa nel periodo della guerra.

## Economia
Le sette famiglie trasferitesi da Masone, inizialmente vivevano di agricoltura (di sussistenza); coltivavano soprattutto grano e patate ma le rendite erano basse per la conformazione del territorio. L'allevamento era a livello familiare (3 mucche per famiglia). I contadini per sopravvivere erano quindi costretti ad allontanarsi da casa, ad esempio, andavano a tagliare e raccogliere l'erba per il loro bestiame sul monte Dente.
Gli alimenti principali erano: castagne, riso e latte. Ecco perché ogni famiglia possedeva un essiccatoio di castagne. Le castagne venivano raccolte insieme con le foglie durante l'autunno e venivano trasportate in un particolare grembiule con tasche molto ampie; poi le foglie venivano utilizzate per le lettiere degli animali. Come ricorda il sacerdote Pareto nelle sue memorie, molti mulini sorgevano lungo il corso del Gorsexio, ma vennero poi trasformati ad altro uso.
Non lontano dal Fado passava l'antica strada del sale che collega Voltri all'Ovadese; proprio nella località detta "mustasci" si trovano i resti di una stazione di posta dove venivano cambiati i cavalli e dove c'era un allevamento di mucche: "la vaccheria".
Al Fado era presente un cotonificio, i cui primi proprietari furono i Barbarossa, la fabbrica rimase in funzione fino alla metà degli anni cinquanta del XX secolo. Producevano filati, bobine trasportate a Genova con i carri. I Barbarossa donarono anche l'altare in marmo della chiesa. Gli ultimi proprietari furono i Lombardo che possedevano altri due stabilimenti a Campo Ligure e ad Arenzano, dove tessevano il filato e completavano la lavorazione.